# Vägen till Sydpolen

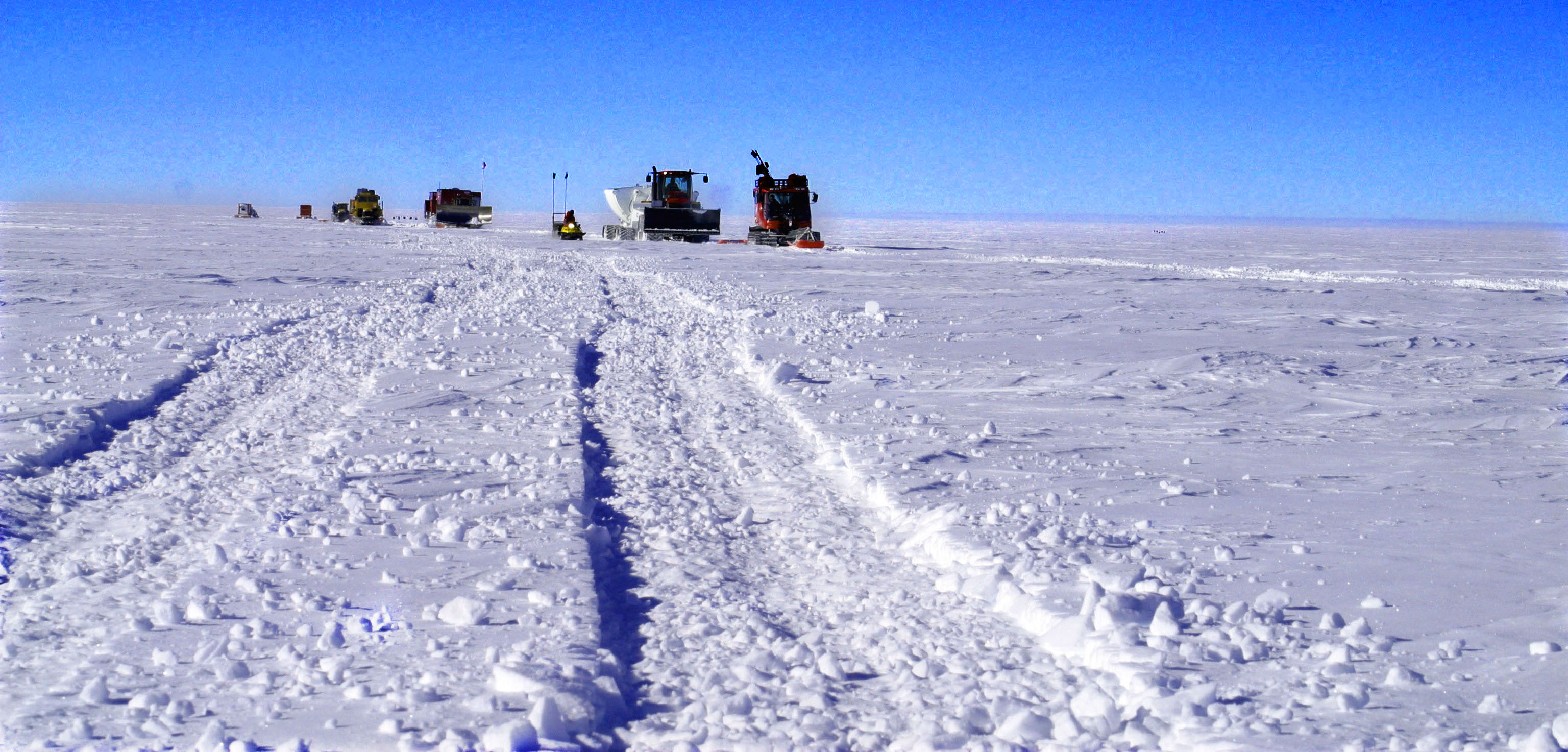
Fordonskolonn i början av 2006.

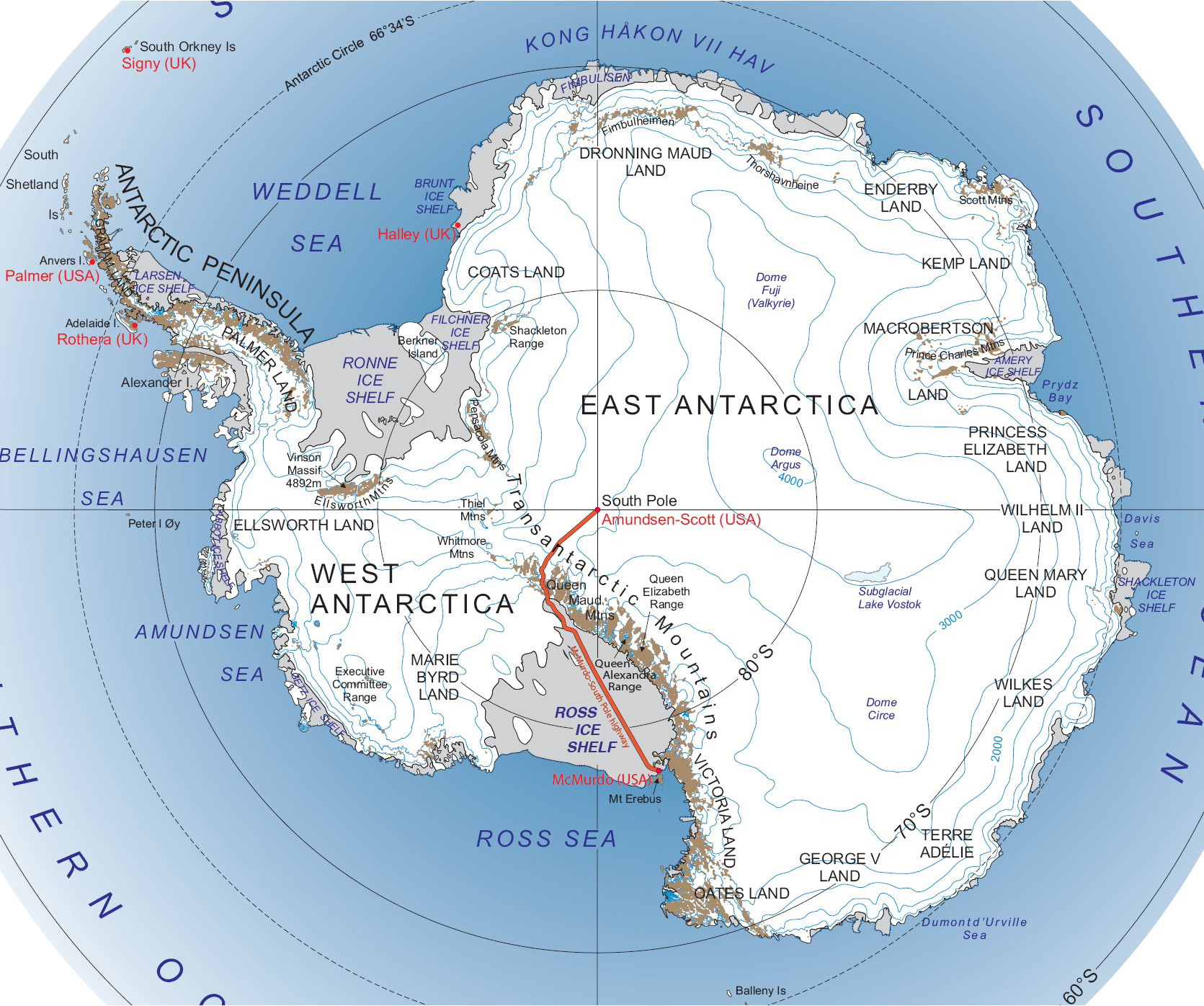
Karta med vägen inritad.

Vägen till Sydpolen är en väg som går från McMurdo vid Antarktis kust till Sydpolen. Den är runt 1 450 km lång och snötäckt, och bara farbar med bandförsedda fordon. Den byggdes under perioden 2002-2007. 
Vägen är byggd för att sänka kostnaderna för transporter till Sydpolen. Transporter dit går traditionellt med flyg, oftast via Nya Zeeland. Vid Sydpolen finns vissa forskningsanläggningar, och fler planeras, eftersom Antarktis inre är världens klart bästa plats för vissa sorters astronomiska observationer, till exempel infraröd strålning (värmestrålning). McMurdo har en riktig hamn, världens sydligaste, så man kan nu transportera till Sydpolen utan flyg. Det tar runt 10 dagar att köra vägen.
Långa sträckor är vägen skapad helt enkelt genom att välja och markera lämplig väg över snön och isen utan att preparera den. Man måste undvika sprickor. På en del håll har man varit tvungen att preparera och jämna till isen. Det finns en kortare sträcka, vid gränsen mellan två stora istäcken, som har orsakat mycket arbete, och som måste återställas varje år. Pengar från USA har finansierat bygget.